# Burgersfort
Burgersfort este un oraș din Africa de Sud.